# Chiastopsylla pitchfordi
Chiastopsylla pitchfordi är en loppart som beskrevs av Ingram 1927. Chiastopsylla pitchfordi ingår i släktet Chiastopsylla och familjen Chimaeropsyllidae. Inga underarter finns listade i Catalogue of Life.